# Shopworn
Pour plus de détails, voir Fiche technique et Distribution.
Shopworn est un film américain réalisé par Nick Grinde, sorti en 1932.

## Synopsis
Kitty Lane, une serveuse, et David Livingston, un riche, tombent amoureux. Cependant, la mère de David, trop protectrice, n'approuve pas cette relation et fait tout ce qui est en son pouvoir pour briser cette union. Elle demande d'abord à son ami le juge Forbes de corrompre Kitty mais cela échoue. Le juge s'arrange alors pour la faire emprisonner sur une fausse accusation morale. Pendant ce temps, Mme Livingston convainc son fils que Kitty a pris un de pot-de-vin de 5 000 $. Les deux anciens amoureux se séparent.
Au fil des années, Kitty devient une showgirl à succès, avec de nombreux admirateurs, tandis que David est devenu un médecin de grande réputation. Lorsque leurs chemins se croisent à nouveau, leur amour est ravivé, bien que Kitty soit sceptique quant à la détermination de David face à l'opposition inébranlable de sa mère. David la convainc enfin de l'épouser.
Alarmée, Mme Livingston va voir Kitty. Elle la supplie de rompre leurs fiançailles, craignant que la carrière de son fils ne soit ruinée, mais Kitty reste impassible. En désespoir de cause, la mère désemparée sort une arme à feu et Kitty parvient à l'a désarmé mais est touchée par ses supplications. Quand David se présente, Mme Livingston se cache pendant que Kitty joue un rôle, prétendant qu'elle n'a accepté de l'épouser que pour se retourner contre sa mère. David est finalement convaincu et décide de la quitter. Mme Livingston se sent alors repentante et l'empêche de partir en lui avouant toute la vérité.

## Fiche technique
- Titre original : Shopworn
- Réalisation : Nick Grinde
- Assistant réalisateur : Charles C. Coleman (non crédité)
- Scénario et dialogues : Jo Swerling et Robert Riskin
- Production : Harry Cohn (non crédité)
- Société de production : Columbia Pictures
- Musique : Mischa Bakaleinikoff, Irving Bibo et Milan Roder (non crédités)
- Photographie : Joseph Walker
- Montage : Gene Havlick
- Pays d'origine : États-Unis
- Format : Noir et blanc - Son : Mono (Western Electric System)
- Genre : Drame et romance
- Durée : 72 minutes
- Date de sortie :
  - États-Unis : 25 mars 1932

## Distribution
- Barbara Stanwyck : Kitty Lane
- Regis Toomey : David Livingston
- Zasu Pitts : Tante Dot
- Lucien Littlefield : Fred
- Clara Blandick : Mme Helen Livingston
- Robert Alden : Toby
- Oscar Apfel : Judge Forbes
- Maude Turner Gordon : Mme Thorne
- Albert Conti : Andre Renoir
- Tom London : "Pa" Lane